# Запис Обрадовића орах (Придворица)
Запис Обрадовића орах (Придворица) се налази на парцели чији је власник Обрадовић Ранисав.

## Локација
| Општина             | Чачак                                                                       |
| Катастарска општина | Придворица                                                                  |
| Потес               | Придворичка коса                                                            |
| Координате          | 43° 52′ 06″ С; 20° 17′ 11″ И / 43.868200000000002° С; 20.286300000000001° И |
| Надморска висина    | 450m                                                                        |

## Карактеристике
Дендрометријске вредности утврђене на терену и сателитским снимцима:
| Стабло                     | Орах |
| Висина стабла              | m    |
| Обим дебла                 | m    |
| Пречник крошње             | 9m   |
| Пречник дебла              | m    |
| Висина дебла до прве гране | m    |

## База записа
Запис је у оквиру Викимедија пројекта "Запис - Свето дрво" заведен под редним бројем 0918.